# Бразильское выпрямление волос
Бразильское выпрямление волос (также известное как бразильское кератиновое выпрямление, кератиновое выпрямление волос)  — это метод долговременного выпрямления волос путём нанесения составов с формальдегидом (или его составляющими) в сочетании с кератином, и защитного покрытия при помощи выпрямителя. Популярно в США, Украине. В Канаде и Европейском Союзе методика запрещена из-за повышенного содержания веществ, представляющих опасность для здоровья. На данный момент нет ни одного научного доказательства, что молекулы кератина при процедуре проникают в стержень волоса. 

## Характеристики
Бразильское выпрямление волос устраняет завитость и выпрямляет волосы. Эффект длится около трёх месяцев.
Данная техника не гарантируют полного выпрямления волос, но, при правильном применении, снижает завитость на 50-80% в зависимости от типа волос. Эффект длится около 10-12 недель, возможно повторение процедуры каждые несколько месяцев для поддержания эффекта. Иногда после применения, в зависимости от марки используемого средства, волосы нельзя мыть и укладывать в течение срока, доходящего до 72 часов.
Процедура не связана с использованием кератина. Чтобы сделать волосы прямыми, раствор, содержащий производное формальдегида или глиоксиловую кислоту, проходит через волосы, чтобы разорвать дисульфидные связи и запечатать их в более прямом положении. Затем раствор высушивается феном и закрепляется утюжком, а результаты могут сохраняться от трёх до шести месяцев. Глянцевый блеск и мягкость даёт силикон, которым покрывают волосы. Было доказано, что составы с формальдегидом и глиоксиловой кислотой ослабляют волосы и делают их более ломкими, чем они были. 

## Опасность для здоровья
В 2011 году агентство Food and Drug Administration Министерства здравоохранения и социальных служб США выпустило предупреждение, что средства Brasilian Blowout для выпрямления волос могут представлять опасность для здоровья женщин, которые их используют, и парикмахеров, которые их наносят.
Причиной стало повышенное содержание метиленгликоля в ряде средств для выпрямления волос. При нагревании метиленгликоль выделяет опасный для здоровья газ формальдегид, который  может вызвать затруднение дыхания, головокружение, головную боль. Ряд исследований показали, что концентрация формальдегида в салонах при использовании средств Brasilian Blowout в несколько раз превышает норму. 
Международное агентство по изучению рака, а также Национальная токсикологическая программа классифицируют формальдегид как известный канцероген для человека. Помимо проблем с раком, хроническое воздействие формальдегида может также вызвать общее повреждение центральной нервной системы, включая повышенную распространенность головных болей, депрессию, изменения настроения, бессонницу, раздражительность, дефицит внимания, а также нарушение ловкости, памяти и равновесия. 
Научные исследования также показали, что мужчины, регулярно подвергающиеся воздействию формальдегидных продуктов (обычно работающие в похоронных бюро), более чем в три раза чаще умирают от болезни Лу Герига, чем мужчины, которые вообще не подвергались воздействию формальдегида. 
Беременным женщинам или тем, кто пытается забеременеть, не рекомендуется делать кератиновое выпрямление, поскольку воздействие формальдегида может вызвать проблемы с фертильностью и репродуктивной функцией, а также спровоцировать выкидыш. 
В 2022 году исследователи обнаружили, что средства для химического выпрямления волос могут провоцировать развитие рака матки. У женщин, которые прибегали к химическому выпрямлению волос хотя бы раз в течение года, вероятность развития болезни оказалась выше, чем у тех, кто никогда не проходил такую процедуру. У тех, кто использовал химические средства для выпрямления волос более четырёх раз за год до начала исследования, вероятность диагностики рака матки впоследствии была на 155% выше, чем у тех, кто никогда не делал химическое выпрямление.

## Вред и польза
Несмотря на проблемы с выделением формальдегида при использовании продуктов, при соблюдении техники безопасности и технологии нанесения негативные последствия можно минимизировать. Важно проводить процедуру в хорошо проветриваемом помещении, не сушить волосы горячим феном (это разрушает действующие вещества и провоцирует выделение формальдегида) и не наносить средство на кожу головы (это может привести к раздражению). 
Содержание формальдегида в средствах достигает 10,5%, в то время как безопасным считается уровень до 0,2%. После того, как такие составы запретили в странах Евросоюза и ряде других, появились составы с пометкой «без формальдегида». Однако они содержат другие альдегиды или альдегид-содержащие кислоты, которые при нагревании до высоких температур выделяют формальдегид, а также другие токсичные соединения, и несут такие же риски для здоровья. 
При использования утюжка или фена активируются химические вещества, создавая токсичные пары в домашних условиях.
Во время процесса выпрямления волос уровень формальдегида может достигать небезопасных концентраций для работников салона и клиентов.
Процедура может привести к обламыванию волос даже на расстоянии двух сантиметров от корней.
При андрогенной алопеции кератиновое выпрямление противопоказано. Также процедура может привести к выпадению из-за накопления состава в фолликулах волоса.